# Jean-Louis Lucand
Jean-Louis Lucand, né le 11 novembre 1821 à Beauvilliers et mort le 19 novembre 1896 à Autun, est un des mycologues fondateurs et artistes imagiers français de la Société Mycologique de France.

## Biographie
Il passe son enfance à Rouvray (Côte d'Or), où ses parents, petits commerçants, ne purent lui faire donner qu'une instruction primaire. Il se fait remarquer à l'école communale par son habileté manuelle et son goût pour le dessin.
A l'âge de 21 ans, il choisit la carrière militaire. Incorporé, le 14 juillet 1842, au 29e régiment d'infanterie à Dijon, il y conquiert tous ses grades et est nommé lieutenant en 1858. En 1866, il est nommé Capitaine et fait chevalier de la Légion d'honneur.
Retraité de l'armée, il rentre à Rouvray et se marie. À la mort de ses vieux parents en 1875, il se retire à Autun, où ses états de services et qualités humaines lui valent l'estime générale. Il y remplit les fonctions de conseiller municipal et de membre de la commission administrative des hospices jusqu’à sa mort survenue subitement le 19 novembre 1896.

## Botaniste, Mycologue et imagier
Comme Barla et Gillet, il consacre tout son temps libre et toute son énergie à la botanique, puis la mycologie et son imagerie. Doué pour le dessin et passionné par l'étude des phanérogames, puis des champignons, il eut la chance d'être initié par le docteur Thévenon, médecin-major et botaniste, ami de Léveillé et de Cordier.
Il acquiert peu à peu un réel talent dans la reproduction des Champignons par le dessin en couleur, et entreprend de publier une série de planches exécutées d'après nature sous le titre de Figures peintes de Champignons de la France, suites à l'iconographie de Bulliard. Le premier fascicule de 25 planches, paru en 1881, suivi de seize autres livraisons (1881-1895), interrompues seulement par la mort, a illustré la Mycologie française de 425 planches de champignons alors inédits ou mal représentés, du moins en France.
« Toutes exécutées à la main, dessinées puis peintes à l'aquarelle. Il découpait ensuite dans un fort papier la figure décalquée du champignon en autant de segments partiels que de couleurs différentes; il étalait successivement au pinceau ou à la brosse les couleurs juxtaposées, puis achevait les retouches et les accessoires au pinceau. Cette manière de faire, qui tient à la fois de la peinture orientale, du lavis et de l'aquarelle, constituait un procédé spécial, qui a fait de l’Iconographie de Lucand une œuvre absolument originale, et représentant une somme énorme de travail persévérant, puisqu’il a exécuté à lui seul plus de 12.000 planches distribuées à ses souscripteurs. »

## Éponymes et mérites
Le nom de Lucand sera conservé par un certain nombre d'espèces botaniques qui lui ont été dédiées,
- Rosa lucandiana fut nommée en son honneur par François-Xavier Gillot and Pierre Alfred Déséglise, Bull.soc. roy.bot. Belg. XIX (1880) p. 28 ;
- Rubus Lucandi Boulay et Gillot, Rubi proes. Gallici exsicc. fasc. 2 (1896) no 80;
- Mentha Lucandiana Pérard, Catal. rais. pl. Montluçon (1871), p. 147 ;
- Hygrophorus Lucandi C. Gillet, Revue Mycol. III (1881), no 11, p. 7 et pl. XXVII ;
- Lepiota excoriata (Schaeff) Fr. var. Lucandi Quélet, Catal. Champ. S.-et-L. p. 46 et Lucand, Fig. peintes pl. 52 ;
- Russula sanguinea (Bull.) Fr. var. Lucandi Quélet ; Catal. Champ. S.-et-L. p. 142 et Lucand, Fig. peintes pl. 168

Il est l'un des membres fondateurs de la Société mycologique de France, et aussi membre de la Société d'histoire naturelle du Creusot et de la Société d'histoire naturelle et des amis du muséum d'Autun.

## Œuvres majeures
- "Drawings of mushrooms par Jean Louis Lucand" (publié en 1875 en anglais)
- Figures peintes de champignons de la France, suite à l'Iconographie de Bulliard; fasc. 1-17, publiées de 1881 à 1895 en dix-sept fascicules de 25 planches chacun, format 0,32×0.25; au total 425 planches coloriées à la main.
- Champignons comestibles et vénéneux des environs d'Autun, in Bull. Soc. mycol. France, II (1886), no 3, p.35 et extr. 8 p.
- Les Champignons de la France, suite à l' iconographie de Bulliard, 1892[4].

Publications mycologiques en collaboration avec le Dr X. Gillot.
1. Champignons récoltés de 1875 à 1877 aux environs d'Autun et qui ne sont pas indiqués dans le Catalogue des plantes cryptogames cellulaires du département de Saône-et-Loire de Grognot, in Mémoires de la Soc. des Sc. nat. de S.-et-L. IV (1880) p. 30 avec trois planches chromo-lithographiées (Lepiota rhacodes, Tricholoma tumidum, Collybia maculata).
2. Catalogue raisonné des champignons supérieurs (Hyménomycètes) des environs d'Autun et du département de Saône-et-Loire. Autun. 1891. in-8482 p. et 6 planches chromo-lithographiées. Ouvrage couronné par l'Institut de France (Académie des Sciences), prix Montagne, 1892[1].

N.B. Son nom d'auteur ou de naturaliste est souvent simplifié en "Louis Lucand", ou "Capitaine L. Lucand".